# Gila Finkelstein
Gila Finkelstein (hebrejsky גילה פינקלשטיין‎; * 22. září 1950 Tel Aviv) je izraelská politička a bývalá poslankyně Knesetu za Národní náboženskou stranu.

## Biografie
Narodila se 22. září 1950 v Tel Avivu. Vystudovala bakalářský program v oboru angličtina a izraelské dějiny na Telavivské univerzitě. Na téže škole pak získala i učitelské osvědčení. Kromě toho vystudovala vzdělávací management. Působila pak jako pedagožka. Hovoří hebrejsky, francouzsky a anglicky.

## Politická dráha
Zasedala ve vedení institutu Mishkan Le-Omanuyot Habamah pro umělecké směry. Předsedala organizaci náboženských učitelů v Tel Avivu. Byla zastupující předsedkyní Organizace pro rozvoj vzdělávání v Izraeli a působila jako ředitelka odboru na Izraelském svazu učitelů.
V izraelském parlamentu zasedla po volbách do Knesetu v roce 2003, v nichž nastupovala za Národní náboženskou stranu. Byla členem výboru pro státní kontrolu, výboru po vzdělávání, kulturu a sport, výboru pro status žen, výboru pro práva dětí a předsedala podvýboru pro vzdělávací defekty. Byla místopředsedkyní Knesetu.
Ve volbách do Knesetu v roce 2006 mandát nezískala.